# 鈍齒鱗始蕨
鈍齒鱗始蕨（学名：[Lindsaea obtusa] 错误：{{Lang}}：文本有斜体标记（帮助））为鱗始蕨科鳞始蕨属下的一个种。